# VASH1
VASH1‏ (Vasohibin 1) هوَ بروتين يُشَفر بواسطة جين VASH1 في الإنسان.